# Équipe d'Algérie de football à la Coupe d'Afrique des nations 2021
Pour un article plus général, voir Équipe d'Algérie de football en 2021.
L'Équipe d'Algérie de football participe à la Coupe d'Afrique des nations de football 2021 organisée au Cameroun du 9 janvier au 6 février 2022. Elle se qualifie pour la compétition en tant que tête du groupe H de qualification. Elle quitte néanmoins la compétition dès le premier tour, après un nul contre la Sierra Leone et deux défaites contre la Guinée équatoriale et la Côte d'Ivoire.

## Contexte

### Tirage au sort éliminatoires CAN 2021
Après avoir été couronnée d'un deuxième sacre continental en 2019 (après celui de 1990, soit 29 ans d’attente), grâce à sa victoire en finale face au Sénégal (1-0), a eu lieu le tirage au sort des éliminatoires de la Coupe d'Afrique des nations 2021, l’Algérie se retrouve dans un groupe composé de la Zambie, le Zimbabwe et le Botswana.

### Matchs de préparation
Avant le début de ces éliminatoires, les champions d'Afrique en titre réaliseront deux matchs amicaux. Ils affrontent dans un premier temps la République démocratique du Congo au stade Mustapha-Tckaker avec une équipe qualifiée d’équipe B selon certains journalistes. L’équipe de Belmadi fait match nul malgré l’ouverture du score de Islam Slimani à la 10e minute, (1-1), le match suivant avec son équipe type affronte au stade Pierre-Mauroy de Lille, la sélection colombienne faisant partie du top 10 au classement Fifa, les fennecs réaliseront un match quasi parfait avec une victoire de 3-0, avec un but de Baghdad Bounedjah à la 14e minute sur une frappe de 30 mètres et un doublé de Riyad Mahrez respectivement à la 19e et 64e minute de jeu.

### Matchs des éliminatoires
Pour cette 1re journée, des éliminatoires, les verts affrontent la Zambie au stade Mustapha-Tchaker à Blida, les joueurs de Djamel Belmadi s'imposent sur le score de 5-0, le premier but sera marqué par Ramy Bensebaini, par une tête sur un corner à la 43e minute. De retour après la mi-temps, Youcef Belaïli provoque à la 66e minute un penalty qui devait être tiré par Mahrez, mais ce dernier laisse Baghdad Bounedjah inscrire le deuxième but. Dans la foulée, huit minutes plus tard, sur une passe de Youcef Atal, Youcef Belaïli d'une frappe enroulée inscrit le troisième but, le quatrième but sera inscrit à la 85e minute par Hillal Soudani. Le dernier but sera un doublé de Baghdad Bounedjah à la 89e minute.
La 2e journée, les verts s'envolent à Gaborone, au Botswana National Stadium, pour y affronter l’équipe du Botswana, entraînée par Adel Amrouche, ancien footballeur algérien et ancien entraîneur de l'USM Alger. L’équipe de Belmadi s'impose sur le score de 0-1, sur un but réalisé par Youcef Belaïli à la 13e minute, sur un corner rentrant. Le match s’avère très agressif essentiellement du côté botswanais où d’ailleurs, Gape Gaogangwe, joueur du Botswana, reçoit un carton rouge à la 83e minute, après avoir reçu auparavant un carton jaune.
La 3e journée, l’Algérie, accueille l’équipe du Zimbabwe, au stade du 5-Juillet-1962 à Alger. Les verts gagnent le match sur le score de 3 à 1. Le premier but sera inscrit par Bounedjah à la 31e minute, le deuxième but par Sofiane Feghouli à la 43e minute but sur une tête sur un centre de Riyad Mahrez, le troisième est inscrit par ce dernier qui dribble toute la défense du Zimbabwe avant de réaliser une balle piquée à la 66e minute. La réduction du score du Zimbabwe sera sur un but du joueur de l'Olympique lyonnais, Tino Kadewere à la 78e minute, néanmoins après visionage il s'avère que le joueur était hors jeu.
Au match retour contre le Zimbabwe, comptant pour la 4e journée, au National Sports Stadium à Harare. L’équipe d’Algérie termine le match sur un score nul de 2-2. Andy Delort marque son premier but en compétition officielle avec l’Algérie, sur un centre de Réda Halaïmia, Delort marque sur une reprise de la tête à la 33e minute. Le deuxième but sera un exploit de Riyad Mahrez, où sur un centre de Saïd Benrahma, Mahrez, contrôle le ballon en aile de pigeon avant de dribbler toute la défense et le gardien, il marque le 0-2 à la 37e minute, L’Algérie pense avoir fait le plus dur, cependant avant la fin de cette première mi-temps, Knowledge Musona marque un coup franc direct que Raïs M'Bolhi ne peut arrêter. Avant la fin du match, le Zimbabwe marque sur une erreur de M'Bolhi et égalise, 2-2. Malgré cela, l’Algérie se qualifie en Coupe d'Afrique des nations de football 2021, elle devient le troisième pays à se qualifier après le Cameroun (pays hôte) et le Sénégal (finaliste de la CAN 2019).
Le match retour contre la Zambie, pour le compte de la 5e journée, sera un match extrêmement polémique. Dans un premier temps, l’Algérie ouvre le score sur une passe de Islam Slimani à Rachid Ghezzal, qui inscrit son deuxième but en sélection à la 19e minute, ce dernier à la 24e minute, dribble la défense de la Zambie avant de rendre la pareille à Islam Slimani qui marque le 0-2. L'arbitre du match, le Comorien Adelaide Ali Mohamed, siffle un premier penalty litigieux pour la Zambie. La Zambie avec Patson Daka, réduit le score à 2-1, avant la mi-temps à la (33e minute). De retour des vestiaires, la Zambie pousse et égalise à 2-2 sur une tête de Clatous Chama, à la 52e minute. Toutefois, l’Algérie, deux minutes après l’égalisation reprend l'avantage, Baghdad Bounedjah sert Islam Slimani qui permet de repasser à 2-3. À la 77e minute, l'arbitre siffle un deuxième penalty pour la Zambie, encore plus polémique que le premier. Malgré une fin de match difficile, l’Algérie arrive à tenir le score de 3-3. À la suite de ces deux penalties, injustes pour les Algériens, la Fédération algérienne de football (FAF), décide d’envoyer un dossier à la Confédération africaine de football (CAF), concernant l'arbitrage extrêmement douteux. L'arbitre Adelaide Ali Mohamed sera suspendu trois mois.
Pour la 6e et dernière journée, les verts affrontent au match retour le Botswana, les hommes de Djamel Belmadi gagnent le match sur le score de 5-0. Mehdi Zeffane marque son premier but international en ouvrant le score à la 25e minute. A la 57e minute, Sofiane Feghouli dévie une frappe de Mahrez et marque sur une tête, 2-0. Youcef Belaili provoque un penalty que Mahrez inscrit à la 62e minute, 3-0. Le quatrième but sera marqué par Baghdad Bounedjah à la 72e minute. Farid Boulaya marque lui aussi son premier but en sélection et le cinquième du match à la 87e minute. Les verts sont invaincus depuis 24 matchs, soit deux matchs de moins que le record africain détenu par la Côte d'Ivoire entre 2011 et 2013, 26 matchs sans défaites.
L’Algérie termine premier de son groupe et se qualifie avec le Zimbabwe, qui termine deuxième, à la CAN 2021 au Cameroun. Avec 19 buts marqués, l'Algérie termine avec la meilleure attaque de ces éliminatoires tous groupes confondus. Baghdad Bounedjah termine aussi meilleur buteur à égalité avec le joueur d'Afrique du Sud, Percy Tau et le joueur du Nigeria, Victor Osimhen, les trois joueurs ayant marqué 4 buts chacun.

### Tirage au sort phase finale CAN 2021
Le tirage au sort est initialement prévu le 25 juin 2021 à Yaoundé avant d'être reporté à une date ultérieure en raison de problèmes logistiques liés à la pandémie de Covid-19. Ce tirage au sort est reprogrammé le 17 août 2021, toujours à Yaoundé.
Le 17 août 2021, l’Algérie, se retrouve dans le Groupe E, en compagnie de la Côte d'Ivoire, qu'elle affrontera en dernier, du Sierra Leone, qu'elle affrontera en premier et de la Guinée équatoriale.

## Maillots
| Blanc et vert |             |           |           |           |
| Adidas        |             |           |           |           |
| Domicile 2    | Extérieur 2 | Gardien 3 | Gardien 4 | Gardien 5 |

## Qualifications
| Rang | Équipe   | Pts | J | G | N | P | Bp | Bc | Diff |  | Résultats (▼ dom., ► ext.) |     |     |     |     |
| ---- | -------- | --- | - | - | - | - | -- | -- | ---- |  | -------------------------- | --- | --- | --- | --- |
| 1    | Algérie  | 14  | 6 | 4 | 2 | 0 | 19 | 6  | +13  |  | Algérie                    |     | 3-1 | 5-0 | 5-0 |
| 2    | Zimbabwe | 8   | 6 | 2 | 2 | 1 | 6  | 6  | 0    |  | Zimbabwe                   | 2-2 |     | 0-2 | 0-0 |
| 4    | Zambie   | 7   | 6 | 1 | 1 | 3 | 6  | 12 | -6   |  | Zambie                     | 3-3 | 1-2 |     | 2-1 |
| 3    | Botswana | 4   | 6 | 1 | 1 | 4 | 2  | 9  | -7   |  | Botswana                   | 0-1 | 0-1 | 1-0 |     |

- Sélection qualifiée pour la CAN 2022

## Matchs de préparation
| Titulaires : |  |
| |  |
| 23 • Raïs M'Bolhi · 2 • Aissa Mandi · 17 • Abdelkader Bedrane · 20 • Youcef Atal 85e · 21 • Ramy Bensebaini · 6 • Ramiz Zerrouki · 19 • Adem Zorgane 63e · 11 • Yacine Brahimi 71e · 7 • Adam Ounas 71e · 8 • Youcef Belaïli 85e · 9 • Baghdad Bounedjah 63e · |  |
| Remplaçants : |  |
| 13 • Islam Slimani 63e · 22 • Ismaël Bennacer 63e · 15 • Saïd Benrahma 71e · 25 • Farid Boulaya 71e · 3 • Houcine Benayada 85e · 18 • Ilyes Chetti 85e · |  |
| Sélectionneur : |  |
| Djamel Belmadi |  |

| Titulaires : |  |
| |  |
| 1 • Abdul Manaf Nurudeen 67e · 23 • Alexander Djiku · 4 • Jonathan Mensah 76e · 18 • Daniel Amartey · 14 • Gideon Mensah · 5 • Thomas Partey · 6 • Edmund Addo 46e · 19 • Samuel Owusu 46e · 7 • Abdul Fatawu Issahaku 76e · 15 • Joseph Paintsil · 13 • Richmond Boakye 67e · |  |
| Remplaçants : |  |
| 25 • Benjamin Tetteh 46e · 21 • Iddrisu Baba 46e · 12 • Lawrence Ati Zigi 67e · 27 • Maxwell Abbey Quaye 67e · 2 • Andy Yiadom 76e · 28 • David Abagna 76e · |  |
| Sélectionneur : |  |
| Milovan Rajevac |  |

| Titulaires : |  |
| |  |
| 23 • Raïs M'Bolhi · 2 • Aissa Mandi · 17 • Abdelkader Bedrane · 20 • Youcef Atal 85e · 21 • Ramy Bensebaini · 6 • Ramiz Zerrouki · 19 • Adem Zorgane 63e · 11 • Yacine Brahimi 71e · 7 • Adam Ounas 71e · 8 • Youcef Belaïli 85e · 9 • Baghdad Bounedjah 63e · |  |
| Remplaçants : |  |
| 13 • Islam Slimani 63e · 22 • Ismaël Bennacer 63e · 15 • Saïd Benrahma 71e · 25 • Farid Boulaya 71e · 3 • Houcine Benayada 85e · 18 • Ilyes Chetti 85e · |  |
| Sélectionneur : |  |
| Djamel Belmadi |  |

| Titulaires : |  |
| |  |
| 1 • Abdul Manaf Nurudeen 67e · 23 • Alexander Djiku · 4 • Jonathan Mensah 76e · 18 • Daniel Amartey · 14 • Gideon Mensah · 5 • Thomas Partey · 6 • Edmund Addo 46e · 19 • Samuel Owusu 46e · 7 • Abdul Fatawu Issahaku 76e · 15 • Joseph Paintsil · 13 • Richmond Boakye 67e · |  |
| Remplaçants : |  |
| 25 • Benjamin Tetteh 46e · 21 • Iddrisu Baba 46e · 12 • Lawrence Ati Zigi 67e · 27 • Maxwell Abbey Quaye 67e · 2 • Andy Yiadom 76e · 28 • David Abagna 76e · |  |
| Sélectionneur : |  |
| Milovan Rajevac |  |

## Phase finale

### Premier tour
|   | Équipe             | J | G | N | P | Bp | Bc | Diff | Pts |
| - | ------------------ | - | - | - | - | -- | -- | ---- | --- |
| 1 | Côte d'Ivoire      | 3 | 2 | 1 | 0 | 6  | 3  | +3   | 7   |
| 2 | Guinée équatoriale | 3 | 2 | 0 | 1 | 2  | 1  | +1   | 6   |
| 3 | Sierra Leone       | 3 | 0 | 2 | 1 | 2  | 3  | -1   | 2   |
| 4 | Algérie            | 3 | 0 | 1 | 2 | 1  | 4  | -3   | 1   |

### Algérie - Sierra Leone
| Match 7                   | Algérie | 0 – 0   | Sierra Leone | Stade de Japoma, Douala                                                   |                                                                           |
| 11 janvier 2022 14h00 WAT |         | (0 – 0) |              | Arbitrage : Ahmad Imtehaz Heeralall (de) Arbitre vidéo : Mahmoud El Banna | Arbitrage : Ahmad Imtehaz Heeralall (de) Arbitre vidéo : Mahmoud El Banna |
| 11 janvier 2022 14h00 WAT | Rapport |         |              | Arbitrage : Ahmad Imtehaz Heeralall (de) Arbitre vidéo : Mahmoud El Banna | Arbitrage : Ahmad Imtehaz Heeralall (de) Arbitre vidéo : Mahmoud El Banna |

### Algérie - Guinée Equatoriale
| Match 24                  | Algérie | 0 – 1   | Guinée équatoriale    | Stade de Japoma, Douala                                     |                                                             |
| 16 janvier 2022 20h00 WAT |         | (0 – 0) | 70e Obiang (Miranda ) | Arbitrage : Mario Escobar Arbitre vidéo : Fernando Guerrero | Arbitrage : Mario Escobar Arbitre vidéo : Fernando Guerrero |
| 16 janvier 2022 20h00 WAT | Rapport |         |                       | Arbitrage : Mario Escobar Arbitre vidéo : Fernando Guerrero | Arbitrage : Mario Escobar Arbitre vidéo : Fernando Guerrero |

### Côte d’Ivoire-Algérie
| Match 33                  | Côte d'Ivoire                                                   | 3 – 1   | Algérie               | Stade de Japoma, Douala                                |                                                        |
| 20 janvier 2022 17h00 WAT | ( Pépé) Kessié 22e · ( Aurier) Sangaré 39e · ( Haller) Pépé 54e | (2 – 0) | 73e Bendebka (Mandi ) | Arbitrage : Victor Gomes Arbitre vidéo : Hicham Guirat | Arbitrage : Victor Gomes Arbitre vidéo : Hicham Guirat |
| 20 janvier 2022 17h00 WAT | Rapport                                                         |         |                       | Arbitrage : Victor Gomes Arbitre vidéo : Hicham Guirat | Arbitrage : Victor Gomes Arbitre vidéo : Hicham Guirat |

## Statistiques

### Temps de jeu
| Joueurs                               |                 |                 |                 |                 |                 |                 |                 |                 |                 |                 |                 |                 |                 |                 |                 |                 |                 |                 |
| Gardiens de but                       | Gardiens de but | Gardiens de but | Gardiens de but | Gardiens de but | Gardiens de but | Gardiens de but | Gardiens de but | Gardiens de but | Gardiens de but | Gardiens de but | Gardiens de but | Gardiens de but | Gardiens de but | Gardiens de but | Gardiens de but | Gardiens de but | Gardiens de but | Gardiens de but |
| ------------------------------------- | --------------- | --------------- | --------------- | --------------- | --------------- | --------------- | --------------- | --------------- | --------------- | --------------- | --------------- | --------------- | --------------- | --------------- | --------------- | --------------- | --------------- | --------------- |
| Raïs M'Bolhi (Ettifaq FC)             | 90              | 90              | 90              |                 |                 |                 |                 |                 |                 |                 |                 |                 |                 |                 |                 |                 |                 |                 |
| Défenseurs                            |                 |                 |                 |                 |                 |                 |                 |                 |                 |                 |                 |                 |                 |                 |                 |                 |                 |                 |
| Aïssa Mandi (Villarreal CF)           | 90              | 90              | 90              |                 |                 |                 |                 |                 |                 |                 |                 |                 |                 |                 |                 |                 |                 |                 |
| Abdelkader Bedrane (ES Tunis)         | 46              |                 | 90              |                 |                 |                 |                 |                 |                 |                 |                 |                 |                 |                 |                 |                 |                 |                 |
| Youcef Atal (OGC Nice)                | 90              | 90              | 81              |                 |                 |                 |                 |                 |                 |                 |                 |                 |                 |                 |                 |                 |                 |                 |
| Ramy Bensebaini (Borussia M’gladbach) | 90              | 90              | 90              |                 |                 |                 |                 |                 |                 |                 |                 |                 |                 |                 |                 |                 |                 |                 |
| Djamel Benlamri (Qatar SC)            | 46              | 54              |                 |                 |                 |                 |                 |                 |                 |                 |                 |                 |                 |                 |                 |                 |                 |                 |
| Mehdi Tahrat (Al-Gharafa SC)          |                 | 54              |                 |                 |                 |                 |                 |                 |                 |                 |                 |                 |                 |                 |                 |                 |                 |                 |
| Houcine Benayada (ES Sahel)           |                 |                 | 81              |                 |                 |                 |                 |                 |                 |                 |                 |                 |                 |                 |                 |                 |                 |                 |
| Milieux de terrain                    |                 |                 |                 |                 |                 |                 |                 |                 |                 |                 |                 |                 |                 |                 |                 |                 |                 |                 |
| Yacine Brahimi (Al-Rayyan SC)         | 65              | 73              | 62              |                 |                 |                 |                 |                 |                 |                 |                 |                 |                 |                 |                 |                 |                 |                 |
| Haris Belkebla (Stade brestois)       | 84              |                 |                 |                 |                 |                 |                 |                 |                 |                 |                 |                 |                 |                 |                 |                 |                 |                 |
| Sofiane Feghouli (Galatasaray SK)     | 65              | 64              |                 |                 |                 |                 |                 |                 |                 |                 |                 |                 |                 |                 |                 |                 |                 |                 |
| Farid Boulaya (FC Metz)               | 65              | 64              | 81              |                 |                 |                 |                 |                 |                 |                 |                 |                 |                 |                 |                 |                 |                 |                 |
| Sofiane Bendebka (Al-Fateh SC)        | 65              | 73              | 62              |                 |                 |                 |                 |                 |                 |                 |                 |                 |                 |                 |                 |                 |                 |                 |
| Ismaël Bennacer (AC Milan)            |                 | 90              | 62              |                 |                 |                 |                 |                 |                 |                 |                 |                 |                 |                 |                 |                 |                 |                 |
| Ramiz Zerrouki (FC Twente)            |                 |                 | 90              |                 |                 |                 |                 |                 |                 |                 |                 |                 |                 |                 |                 |                 |                 |                 |
| Attaquants                            |                 |                 |                 |                 |                 |                 |                 |                 |                 |                 |                 |                 |                 |                 |                 |                 |                 |                 |
| Riyad Mahrez (Manchester City)        | 90              | 90              | 90              |                 |                 |                 |                 |                 |                 |                 |                 |                 |                 |                 |                 |                 |                 |                 |
| Youcef Belaïli (Qatar SC)             | 90              | 90              | 81              |                 |                 |                 |                 |                 |                 |                 |                 |                 |                 |                 |                 |                 |                 |                 |
| Islam Slimani (Olympique lyonnais)    | 65              | 64              | 46              |                 |                 |                 |                 |                 |                 |                 |                 |                 |                 |                 |                 |                 |                 |                 |
| Baghdad Bounedjah (Al Sadd SC)        | 65              | 64              | 62              |                 |                 |                 |                 |                 |                 |                 |                 |                 |                 |                 |                 |                 |                 |                 |
| Saïd Benrahma (West Ham United)       | 84              |                 | 46              |                 |                 |                 |                 |                 |                 |                 |                 |                 |                 |                 |                 |                 |                 |                 |

### Buteurs
| Buts | Joueurs          | Adversaires   |
| ---- | ---------------- | ------------- |
| 1    | Sofiane Bendebka | Côte d'Ivoire |

### Passeurs décisifs
| Passes | Joueurs     | Adversaires   |
| ------ | ----------- | ------------- |
| 1      | Aïssa Mandi | Côte d'Ivoire |